# Amtsgericht Jöhstadt
Das Amtsgericht Jöhstadt war ein Gericht der ordentlichen Gerichtsbarkeit und ein Amtsgericht in Sachsen mit Sitz in Jöhstadt.

## Geschichte
In Jöhstadt bestand bis 1879 das Gerichtsamt Jöhstadt als Eingangsgericht. Im Rahmen der Reichsjustizgesetze wurden 1879 im Königreich Sachsen die Gerichtsämter aufgehoben und Amtsgerichte geschaffen. Ein Amtsgericht Jöhstadt wurde jedoch nicht gebildet. Mit dem Gesetz, die Errichtung eines Amtsgerichtes in Jöhstadt betreffend vom 20. April 1899 und der Verordnung zur Ausführung des Gesetzes, die Errichtung eines Amtsgerichtes in Jöhstadt betreffend vom 21. April 1899 wurde zum 1. Oktober 1899 das Amtsgericht Jöhstadt nachträglich eingerichtet. Der Sprengel des Amtsgerichtes Jöhstadt umfasste die Ortschaften Jöhstadt, Arnsfeld (mit Mittelschmiedeberg und Oberschaar), Grumbach, Oberschmiedeberg, Schmalzgrube und Steinbach sowie die Forstreviere Jöhstadt und Steinbach. Diese waren vorher Teil des Gerichtsbezirkes des Amtsgerichtes Annaberg.
Mit der Verordnung über die Aufhebung von Amtsgerichten vom 11. Dezember 1931 wurde das Amtsgericht Jöhstadt Ende 1931 wieder aufgehoben. Sein Sprengel fiel wieder zurück an das Amtsgericht Annaberg. Lediglich die Gemeinde Satzung wurde dem Amtsgericht Marienberg zugeordnet.

## Gerichtsgebäude
Das Amtsgericht nutzte das nach 1850 erbaute Gebäude des früheren Gerichtsamtes (Markt 21). Der dreigeschossige Putzbau mit spätklassizistischen Einflüssen steht wegen seiner baugeschichtlichen und ortsgeschichtlichen sowie städtebaulichen Bedeutung unter Denkmalschutz. Heute wird er als Wohnhaus genutzt.